# Tommy Ho
Tommy Ho (Winter Haven, 17 juni 1973) is een voormalig tennisspeler uit de Verenigde Staten die tussen 1988 en 1997 actief was in het professionele circuit.
Ho was voornamelijk succesvol in het herendubbeltennis waarin hij vier ATP-toernooien op zijn naam schreef en in nog eens drie finales stond.

## Palmares

### Dubbelspel
| Nr.                           | Datum            | Toernooi         | Ondergrond    | Partner            | Tegenstanders in finale        | Score         | Details |
| ----------------------------- | ---------------- | ---------------- | ------------- | ------------------ | ------------------------------ | ------------- | ------- |
| Gewonnen finales heren dubbel |                  |                  |               |                    |                                |               |         |
| 1.                            | 23 oktober 1994  | ATP Beijing      | Tapijt (i)    | Kent Kinnear       | David Adams Andrej Olchovski   | 7–6, 6–3      | Details |
| 2.                            | 12 maart 1995    | ATP Indian Wells | Hardcourt     | Brett Steven       | Gary Muller Piet Norval        | 6–4, 7–6      | Details |
| 3.                            | 23 april 1995    | ATP Hong Kong    | Hardcourt     | Mark Philippoussis | John Fitzgerald Anders Järryd  | 6–1, 6–7, 7–6 | Details |
| 4.                            | 22 oktober 1995  | ATP Beijing      | Tapijt (i)    | Sébastien Lareau   | Dick Norman Fernon Wibier      | 7–6, 7–6      | Details |
| Verloren finales heren dubbel |                  |                  |               |                    |                                |               |         |
| 1.                            | 19 februari 1995 | ATP Memphis      | Hardcourt (i) | Brett Steven       | Jared Palmer Richey Reneberg   | 6–4, 6–7, 1–6 | Details |
| 2.                            | 12 november 1995 | ATP Moskou       | Tapijt (i)    | Brett Steven       | Byron Black Jared Palmer       | 4–6, 6–3, 3–6 | Details |
| 3.                            | 7 januari 1996   | ATP Adelaide     | Hardcourt     | Jonas Björkman     | Todd Woodbridge Mark Woodforde | 5–7, 6–7      | Details |

## Prestatietabel
| Legenda | Legenda                          |
| ------- | -------------------------------- |
| g.t.    | geen toernooi gehouden           |
| l.c.    | lagere categorie                 |
| –       | niet deelgenomen                 |
| G       | uitgeschakeld in de groepsfase   |
| 1R      | uitgeschakeld in de eerste ronde |
| 2R      | uitgeschakeld in de tweede ronde |
| 3R      | uitgeschakeld in de derde ronde  |
| 4R      | uitgeschakeld in de vierde ronde |
| KF      | uitgeschakeld in de kwartfinale  |
| HF      | uitgeschakeld in de halve finale |
| F       | de finale verloren               |
| W       | het toernooi gewonnen            |
| w-v     | winst/verlies-balans             |

### Prestatietabel grand slam, enkelspel
| Toernooi        | 1988 | 1990 | 1992 | 1993 | 1994 | 1995 | 1997 |
| --------------- | ---- | ---- | ---- | ---- | ---- | ---- | ---- |
| Australian Open | –    | –    | –    | 1R   | 1R   | 2R   | –    |
| Roland Garros   | –    | –    | –    | –    | –    | 1R   | –    |
| Wimbledon       | –    | –    | –    | 1R   | –    | 2R   | –    |
| US Open         | 1R   | 2R   | 3R   | 1R   | 1R   | –    | 1R   |

### Prestatietabel grand slam, dubbelspel
| Toernooi        | 1991 | 1992 | 1993 | 1995 | 1996 |
| --------------- | ---- | ---- | ---- | ---- | ---- |
| Australian Open | –    | –    | –    | 2R   | 3R   |
| Roland Garros   | –    | –    | –    | HF   | –    |
| Wimbledon       | –    | –    | –    | 2R   | –    |
| US Open         | 2R   | 2R   | 1R   | –    | –    |

## Trivia
Tijdens het toernooi van Wimbledon in 1995 maakte Ho deel uit van de kortste partij uit de Wimbledongeschiedenis. In de 2e ronde stonden Ho en Brett Stevens tegenover Cristian Brandi en Marcos Ondruska. Stevens serveerde voor het eerste punt. De return volgde en Ho probeerde de bal te halen maar blesseerde daarbij zijn rug. Dit was meteen het einde van de wedstrijd na 2 slagen in vijf seconden.